# Agrotis koehleri
Agrotis koehleri là một loài bướm đêm trong họ Noctuidae.